# Паротия на Лоуес
Паротията на Лоуес (Parotia lawesii) е вид птица от семейство Райски птици (Paradisaeidae).

## Разпространение и местообитание
Разпространен е в Папуа Нова Гвинея.